# Alphonse Vandevelde
Alphonse Marie Vandevelde (Lessen, 28 april 1834 - 29 april 1911) was een Belgisch senator en burgemeester.

## Levensloop
Vande Velde promoveerde tot doctor in de genees-, heel- en verloskunde (1862) aan de Katholieke Universiteit Leuven.
Hij werd provincieraadslid voor Henegouwen (1890-1900).
Van 1878 was hij gemeenteraadslid in Lessen en in 1896 werd hij er burgemeester.
In 1900 werd hij verkozen tot katholiek senator voor  het arrondissement Bergen en vervulde dit mandaat tot aan zijn dood.